# توني إنجلش
توني إنجلش (بالإنجليزية: Tony English)‏ (19 أكتوبر 1966 في المملكة المتحدة - ) هو لاعب كرة قدم بريطاني في مركز الدفاع. لعب مع كولتشستر يونايتد وهيبريدج سويفتس وهارويتش وباركستون ‏ وWitham Town F.C. ‏ وهلستد تاون ‏ وSudbury Town F.C. ‏.

## وصلات خارجية
- توني إنجلش على موقع قاعدة بيانات كرة القدم.إي يو (الإنجليزية)